# 19e arrondissement (Parijs)
Het 19e arrondissement, oftewel het arrondissment des Buttes-Chaumont, is een van de 20 arrondissementen van Parijs, het meest noordoostelijke. De oppervlakte bedraagt 6,79 km²

## Wijken
Zoals andere Parijse arrondissementen, is ook het 19e opgedeeld in vier kwartieren (quartiers in het Frans).
- Quartier de la Villette
- Quartier du Pont-de-Flandre
- Quartier d'Amérique
- Quartier du Combat

## Bezienswaardigheden
- het Musée de la musique

### Parken
- het Parc des Buttes-Chaumont
- het Parc de la Villette, met de Cité des sciences et de l'industrie en de Cité de la Musique

## Bevolking
| Jaar | Bevolking | Dichtheid      |
| ---- | --------- | -------------- |
| 1962 | 159.568   | 23.514 inw/km² |
| 1968 | 148.862   | 21.937 inw/km² |
| 1975 | 144.357   | 21.273 inw/km² |
| 1982 | 162.649   | 23.968 inw/km² |
| 1990 | 165.062   | 24.324 inw/km² |
| 1999 | 172.730   | 25.454 inw/km² |
| 2015 | 185.654   | 27.342 inw/km² |

- Bibliothèque nationale de France: cb11945613w (data)
- Gemeinsame Normdatei: 4449170-0
- International Standard Name Identifier: 0000 0001 1882 601X
- Virtual International Authority File: 151039197
- WorldCat: E39PBJwMDWkVkTxgVwybwMXGHC